# PNJ (meme)
El PNJ o wojak PNJ (del inglés non-playable character, o personaje no jugable) es un popular meme de internet hecho con Microsoft Paint. El PNJ es una persona de color gris, calvo y con rasgos neutros, sin expresión facial. El PNJ es una representación de las personas que no piensan por sí mismas o no toman sus propias decisiones.
El PNJ fue creado en julio de 2016 por una persona anónima. Se publicó por primera vez en el sitio web 4chan, donde también se introdujeron la idea y la inspiración detrás de él. El meme se ha mostrado en numerosos sitios web de noticias, incluidos The New York Times, The Verge, BBC y Breitbart News Network.